# Битка при Ла Уг
Битката при Ла Уг (на френски: Bataille de la Hougue; на английски: Battles of Barfleur and La Hougue) е най-важното морско сражение от Деветгодишната война, продължило (заедно с битката при нос Барфльор) от 29 май до 3 юни 1692 г.
Един срещу друг се изправят 44 френски линейни кораба, командвани от опитния адмирал дьо Турвил и 88 английски и нидерландски съда, под общата команда на Едуард Ръсел.

## Предистория
В началото на Деветгодишната война Англия е на страната на Франция, но нейният крал Джеймз ІІ е свален по време на Славната революция. Новият крал Уилям III е решителен противник на Луи XIV и включва Англия в т. нар. Велик съюз, заедно с Нидерландия, Австрия, Бранденбург, Бавария, Испания, Савоя и Швеция.
Славната революция е триумф на протестантството над католицизма, тъй като Джеймз е католик. Той има привърженици в Ирландия и успява да ги вдигне на борба против новата власт, а Луи му оказва помощ във всякакъв смисъл на думата. През 1690 г. Турвил печели победа над англичаните при Бийчи хед и осигурява крехко надмощие на страната си в Ла Манш. Оттук нататък обаче Франция насочва усилията си към сухопътната война, а англичаните и холандците – към морската, така че две години по-късно съотношението на силите е в тяхна полза.
Междувременно силите на Джеймз претърпяват поражение в Ирландия и през 1691 г. въстанието е потушено. Сега във френското командване се заражда идеята за директна инвазия в Англия. На полуостров Котантен са струпани войски под командата на маршал Белфон, при които отива и бившият английски крал. Турвил получава заповеди да им осигури свободата да преминат през Ла Манш. Опитът му да възрази, като посочи малкия брой кораби, е отхвърлен. И така, в края на май 1692 г., той напуска пристанището на Брест и се насочва към полуостров Контантен, където двойно по-голям съюзнически флот го очаква.

## Ход на битката

### Барфльор
На 29 май Турвил достига до нос Барфльор, на североизточния ъгъл на полуостров Контантен и напада съюзниците. Той има информация, че част от английските капитани са симпатизанти на Джеймз и може да минат на негова страна. Това не се случва. Битката започва около 11.00 часа и остава изцяло артилерийска. Въпреки някои опити да се обхване част от френската линия и да се унищожи, падането на мъгла в следобедните часове помага на Турвил да премине без сериозни загуби. Всъщност въпреки че и двете страни понасят поражения по съдовете си, нито един не е изваден от строя или потопен. Турвил навлиза в залива на Сена, последван от противниците си. В тази битка срещу 3142 френски оръдия съюзниците противопоставят 8980 – най-голямата концентрация на артилерийска мощ, която светът е виждал дотогава.

### Ла Уг
Сутринта на 30 май, когато мъглата се вдига, френската ескадра се оказва разделена на малки групи на голямо разстояние, които съюзниците преследват ожесточено. Три от тези кораби са унищожени край Шербург, включително и флагмана Soleil Royale. Изоставени от екипажите, те са изгорени чрез запалителни лодки (брандери). Най-голямата група се състои от 12 кораба и достига под командата на Турвил до залива Ла Уг, на източния бряг на Контантен. Тяхната съдба не е по-различна. Виждайки, че нямат възможност да се бият с многократно по-силния противник, екипажите слизат на брега и демонтират оръдията. През нощта на 3 срещу 4 юни всички кораби са изгорени. Джеймз от брега наблюдава как надеждите му да си върне трона изчезват.

## Последици
Все пак загубите на Франция в тази битка не са големи, не по-големи от английските при Бийчи хед. При едни по-енергични действия кризата би могла да бъде преодоляна. Но положението на Луи ХІV не му позволява да инвестира достатъчно в своя флот. Ето защо победата на англичаните при Ла Уг е повратна точка в техния стремеж да контролират моретата. Въпреки че през 1693 г. Турвил отново е в морето със силна ескадра, той никога повече не ще може да застраши нито острова, нито неговото господство по море. В следващите войни (Войната за испанското наследство, Войната за австрийското наследство и Седемгодишната война) французите ще отстъпват значително на своите съперници.
От 1693 г. нататък Луи ХІV разчита на корсарските набези на талантливи моряци като Жан Барт, Клод Форбен и Рене Дюге-Труен. Тяхната смелост и умения го заблуждават за известно време, че може да води успешна морска война без равностоен на англичаните флот, но в крайна сметка става ясно, че това не може да се случи.